# Retrofocus- en teleconstructie
In de geometrische optica verstaat men onder retrofocus een bepaalde constructie van objectieven waardoor een korte brandpuntsafstand mogelijk is terwijl het brandpunt toch ver genoeg van het objectief vandaan ligt. Het woord komt van het Latijnse retro (achterwaarts, terug), en focus (haard). Letterlijk betekent het zoiets als het „achteruit plaatsen van het brandpunt” zonder de (optische) brandpuntafstand te verlengen.
De teleconstructie is het omgekeerde van de retrofocusconstructie en wordt vooral voor teleobjectieven en bepaalde types telescopen gebruikt. Het woorddeel tele komt van het Griekse τῆλε (tele), ver.

## Achtergrond
Als de brandpuntsafstand erg klein is (zoals bij groothoekobjectieven), is er weinig ruimte beschikbaar tussen de achterzijde van het objectief en de film of beeldsensor. Dit is onder meer bij spiegelreflexcamera’s een probleem: er moet ruimte zijn voor het opklappen van de spiegel.
Als teleobjectieven erg lang worden, wordt de kans op bewegingsonscherpte groter.

## Beeldzijdig brandpunt en beeldzijdig hoofdvlak

Retrofocusconstructie: beeldzijdig hoofdvlak ligt achter het objectief
H = beeldzijidg hoofdvlak, F = brandpunt, f = brandpuntsafstand, L_{1}, L_{2} = negatieve resp. positieve lens

Bij dikke lenzen en lenzenstelsels kan de brandpuntsafstand niet langer worden gedefinieerd als de afstand tussen het brandpunt en de lens, zoals in de dunnelensbenadering. Hij wordt nu gedefinieerd als de afstand tussen het brandpunt en het beeldzijdig hoofdvlak. Het beeldzijdig hoofdvlak is gedefinieerd als het denkbeeldige vlak, loodrecht op de optische as, waar (het verlengde van) stralen die evenwijdig aan de optische as invallen, (het verlengde van) de na breking uittredende stralen snijden. Het effect van de retrofocusconstructie is dat niet alleen het brandpunt maar ook het beeldzijdig hoofdvlak naar achteren wordt verplaatst. Het beeldzijdig hoofdvlak komt daardoor een heel eind achter de achterste lens van het objectief te liggen. Bij spiegelreflexcamera’s wordt bij brandpuntsafstanden beneden ca. 40 mm (kleinbeeldequivalent) gewoonlijk de retrofocusconstructie toegepast.

## Geschiedenis
De eerste retrofocusobjectieven werden in 1931 ontwikkeld voor kleurenfilmcamera’s, Achter het objectief moest bij deze toenmalige camera’s voldoende ruimte beschikbaar blijven voor de kleurscheiders. Daardoor werd de afstand tussen objectief en filmvlak zo groot dat de gangbare korte brandpuntsafstanden niet meer gebruikt konden worden. Het eerste retrofocusobjectief voor kleinbeeldcamera’s werd in 1950 door Pierre Angénieux ontwikkeld.
Bij de eerste constructies werd een divergerende lens voor een bestaand objectief geplaatst, waardoor de kwaliteit achteruit ging. Het construeren van een hoogwaardig retrofocusobjectief is duur, maar door moderne reken- en productietechnieken is het goed mogelijk. De asymmetrische opbouw en de voor grote beeldhoeken benodigde grote frontlenzen maken het corrigeren van de afbeeldingsfouten moeilijk. Om ook bij korte opnameafstanden een goede kwaliteit te verkrijgen, worden bij hoogwaardige constructies lenselementen bij het focusseren ten opzichte van elkaar verplaatst („floating elements”, zwevende elementen).

## Teleconstructie

Teleconstructie: beeldzijdig hoofdvlak ligt vóór het objectief
H = beeldzijdig hoofdvlak, F = brandpunt, f = brandpuntsafstand, L_{1}, L_{2} = positieve resp. negatieve lens

Het omgekeerde van de retrofocusconstructie wordt wel bij teleobjectieven gebruikt en wordt dan de teleconstructie (Engels: Telephoto design) genoemd. Het objectief bestaat achtereenvolgens uit een positieve (convergerende) lenzengroep, en verder naar achteren een negatieve (divergerende) lenzengroep. Het beeldzijdig hoofdvlak ligt dan een eind vóór het objectief. Hierdoor zijn teleobjectieven fysiek korter dan hun brandpuntsafstand.
Deze negatieve lens werkt in feite als een Barlowlens. Alleen is hij, in tegenstelling tot een echte Barlowlens, vast ingebouwd. Er bestaat ook een losse variant die men tussen het objectief en de camera plaatst, de zogenaamde teleconverter.
Een ander voorbeeld van deze teleconstructie is de Cassegraintelescoop, evenals de hiervan afgeleide telescoopconstructies, zoals die van Schmidt, Maksutov, Kutter e.a. Hierbij wordt in plaats van een negatieve lens een negatieve spiegel gebruikt om het tele-effect te bewerkstelligen.
In de fotografische praktijk worden alle objectieven met een grotere brandpuntsafstand dan standaardwaarde meestal teleobjectief genoemd, ook wanneer er geen sprake is van een echte „teleconstructie”.